# Enantiomorphina
Enantiomorphina es un género de foraminífero bentónico de la subfamilia Polymorphininae, de la familia Polymorphinidae, de la superfamilia Polymorphinoidea, del Suborden Lagenina y del orden Lagenida. Su especie-tipo es Enantiomorphina lemoinei. Su rango cronoestratigráfico abarca el Senoniense (Cretácico superior).

## Discusión
Clasificaciones previas incluían Enantiomorphina en la superfamilia Nodosarioidea.

## Clasificación
Enantiomorphina incluye a las siguientes especies:
- Enantiomorphina jacobi †
- Enantiomorphina jurassica †
- Enantiomorphina lemoinei †